# William James Webbe
William James Webbe auch William James Webb (* 13. Juli 1830 in Redruth, Cornwall, England; † 1904 in England) war ein englischer Maler und Illustrator.

## Leben
Über Webbes Leben ist wenig bekannt. Er wurde als eines von acht Kindern eines Geistlichen der Wesleyan Church geboren. Er heiratete vor dem Jahre 1871. Das Paar hatte zwei Kinder und lebte in London. Er unternahm Auslandsreisen z. B. nach Düsseldorf und ging auf eine Pilgerreise nach Jerusalem in Palästina und besuchte bei dieser Gelegenheit andere Orte des Nahen Ostens.
William Holman Hunt beschreibt Webbes Malweise als sehr detailgetreu und farbenfroh, wobei die Inhalte seiner Gemälde sehr oft allegorisch sind, religiöse Themen behandeln und vielfach dem Gefühl der Nazarener  und Präraffaeliten nahekommen. In den Jahren von 1853 bis 1878 nahm er mit seinen Werken an Ausstellungen der Royal Academy teil, ebenso an Ausstellungen in der British Institution und der Royal Society of British Artists.
Webbe ist bekannt durch seine Buchillustrationen für sechs Bände, die das Londoner Verlagshaus Raphael Tuck & Sons verlegte. Weitere seiner Illustrationen befinden sich in Biblischen Geschichten für Kinder und in Büchern von Autoren wie William Makepeace Thackeray oder denen seines Sohnes Wilfred Mark Webb. Er zeichnete seine Buchillustrationen mit dem Pseudonym W. J. Webb.

## Gemälde
- 1856: The White Owl, Christie’s, London[1]
- 1864: The Lost Sheep, Manchester Art Gallery.
- Twilight , Christopher Wood Gallery.

ausgestellt in der British Institution
- 1855: The Hedge Bank.
- 1860: Strawberries.
- 1861: Early Lambs.
- 1862: A Rabbit.
- 1863: A Street in Jerusalem
- 1864: Ploughing on Mount Zion

## Buchillustrationen
- 1879: William Makepeace Thackeray: The History of Samuel Titmarsh and the Great Hoggarty Diamond. A Little Dinner at Timmins's and Notes of a Journey from Cornhill to Grand Cairo. Smith, Elder & Co., London.
- 1902: W. G. Ridewood: Illustrated Natural History, Richard Tuck, London.
- 1912: Wilfred Mark Webb: The Heritage of Dress. Being Notes on the History and Evolution of Clothes, New and Revised Edition. The Times Book Club, London 1912.
- Frederick Longbridge: The Holiday Train.